# Thomas F. Madden

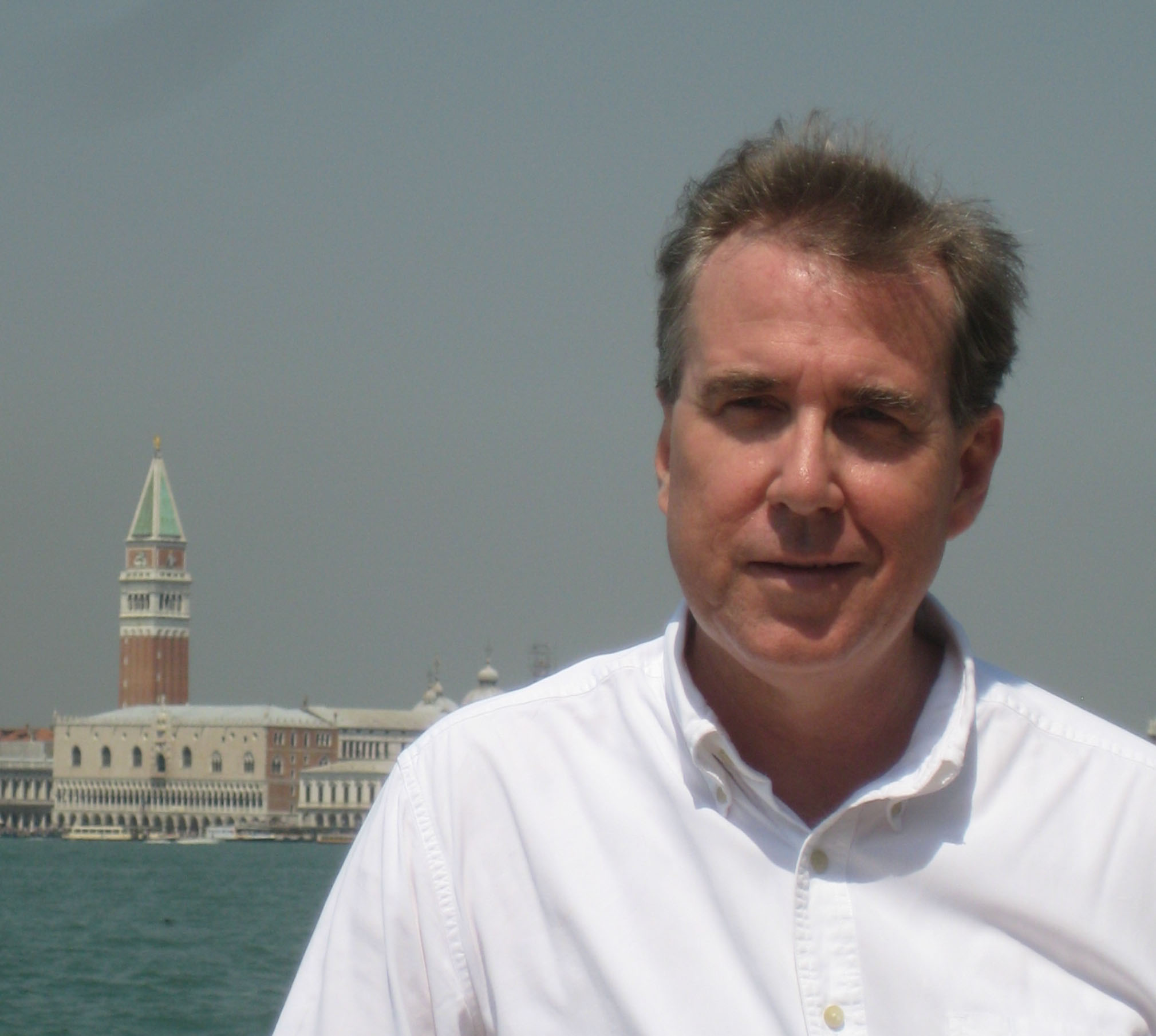
Thomas F. Madden, 2012

Thomas F. Madden (* 10. Juni 1960 in Phoenix, Arizona) ist ein US-amerikanischer Mediävist.
Madden ist Angehöriger des History Department der Saint Louis University in St. Louis, Missouri und Direktor des dortigen Center for Medieval and Renaissance Studies. 
Seine Arbeiten befassen sich mit den Kreuzzügen, weshalb er nach den Anschlägen vom 11. September 2001 gelegentlich als politischer Berater herangezogen wurde. Vielfach arbeitete er als wissenschaftlicher Berater für den History Channel und für das National Public Radio. Er ist einer der am stärksten in der medialen Öffentlichkeit präsenten Mediävisten der USA.

## Leben und Werk
Madden studierte bis 1986 an der University of New Mexico, wo er seinen Bachelor erwarb, dann wechselte er an die University of Illinois, wo er 1993 promoviert wurde. Dort wurde er Direktor des Crusades Studies Forum sowie des Medieval Italy Prosopographical Database Project. Auch arbeitet er bei der Society for the Study of the Crusades in the Latin East mit.
Madden verfasste für die Encyclopædia Britannica den Beitrag Crusades. Neben den Kreuzzügen arbeitet Madden vor allem über italienische Geschichte, insbesondere die der Republik Venedig im Mittelalter. So steht in seinem 2003 erschienenen Werk Enrico Dandolo and the Rise of Venice, das 2007 durch die Verleihung der Haskins Medal der Medieval Academy of America und des Otto Gründler Prize ausgezeichnet wurde, der venezianische Doge Enrico Dandolo im Mittelpunkt. Mit Venice. A New History legte er einen Überblick über die Geschichte der Seerepublik vor. 2008 untersuchte er in Empires of Trust den Zusammenhang von Republik und Imperienbildung.

## Auszeichnungen und Mitgliedschaften
- 2005 Otto Grundler Prize, Medieval Institute der Western Michigan University[2]
- 2007 Haskins Medal, Medieval Academy of America, für Enrico Dandolo and the Rise of Venice[3]
- 2012 Fellow der John Simon Guggenheim Memorial Foundation.[4]
- 2013 Fellow der Medieval Academy of America[5]

## Werke (Auswahl)
- The Serpent Column of Delphi in Constantinople: Placement, Purposes, and Mutilations, in: Byzantine and Modern Greek Studies 16 (1992) 111–145.
- The Fires of the Fourth Crusade in Constantinople, 1203–1204: A Damage Assessment, in: Byzantinische Zeitschrift 84/85 (1992) 72–93.
- mit Donald E. Queller: Father of the Bride: Fathers, Daughters, and Dowries in Late Medieval and Early Renaissance Venice, in: Renaissance Quarterly 46 (1993) 685–711.
- Vows and Contracts in the Fourth Crusade: The Treaty of Zara and the Attack on Constantinople in 1204, in: The International History Review 15 (1993) 441–468.
- Venice and Constantinople in 1171 and 1172: Enrico Dandolo’s Attitude towards Byzantium, in: Mediterranean Historical Review 8 (1993) 166–185.
- The Fourth Crusade: The Conquest of Constantinople, 1997, University of Pennsylvania Press
- Medieval and Renaissance Venice, University of Illinois Press, 1999.
- The New Concise History of the Crusades, Rowman & Littlefield, 1999.
- Venice’s Hostage Crisis. Diplomatic Efforts to Secure Peace with Byzantium between 1171 and 1184, in: Ellen E. Kittell, Thomas F. Madden (Hrsg.): Medieval and Renaissance Venice, University of Illinois Press, Urbana 1999, S. 96–108.
- The Crusades. The Essential Readings, Blackwell, 2002.
- The Chrysobull of Alexius I Comnenus to the Venetians: The Date and the Debate, in: Journal of Medieval History 28 (2002) 23–41.
- Enrico Dandolo and the Rise of Venice, Johns Hopkins University Press, 2003.
- Venice, the Papacy, and the Crusades before 1204, in: Susan J. Ridyard (Hrsg.): The Medieval Crusade, Boydell & Brewer, Woodbridge 2004, S. 85–95.
- The Fourth Crusade. Event, Aftermath, and Perceptions, Ashgate, 2008.
- Empires of Trust, Dutton/Penguin, 2008.
- Crusades. Medieval Worlds in Conflict, Ashgate, 2010.
- Venice. A New History, Viking, 2012.
- The Venetian Version of the Fourth Crusade: Memory and the Conquest of Constantinople in Medieval Venice in: Speculum 87 (2012) 311–344.
- Istanbul. City of Majesty at the Crossroads of the World, Penguin/Viking, 2016.

## Populärwissenschaftliche Werke (Auswahl)
- Crusaders and Historians, Orthodoxy Today, First Things, Juni/Juli 2005.
- America’s Days Aren't Numbered, in: The Wall Street Journal, 4. Juli 2008.
- The Real History of the Crusades, Association for Renaissance Martial Arts, 19. März 2011.
- The Pope Joins a Fine but Rarely Seen Tradition, in: Wall Street Journal, 14. Februar 2013.